# Montes de Toledo
Montes de Toledo és una comarca de la província de Toledo, situada a la zona sud de la demarcació amb Sonseca com a cap comarcal. Com a comarca natural agrupa alguns municipis de la província de Ciudad Real.

## Municipis
- Sonseca
- Los Yébenes
- Argés
- Navahermosa
- Polán
- Gálvez
- Cobisa
- Menasalbas
- Urda
- Nambroca
- Orgaz
- San Pablo de los Montes
- Ajofrín
- Burguillos de Toledo
- Guadamur
- Pulgar
- Cuerva
- Las Ventas con Peña Aguilera
- Mazarambroz
- Almonacid de Toledo
- San Martín de Montalbán
- Villaminaya
- Mascaraque
- Manzaneque
- Totanés
- Layos
- Marjaliza
- Chueca
- Casasbuenas
- Hontanar

## Municipis de Ciudad Real
- Alcoba
- Arroba de los Montes
- El Robledo
- Fontanarejo
- Fuente el Fresno
- Las Labores
- Los Cortijos
- Navalpino
- Navas de Estena
- Porzuna
- Puebla de Don Rodrigo
- Retuerta del Bullaque